# جيمناسيون (اليونان القديمة)

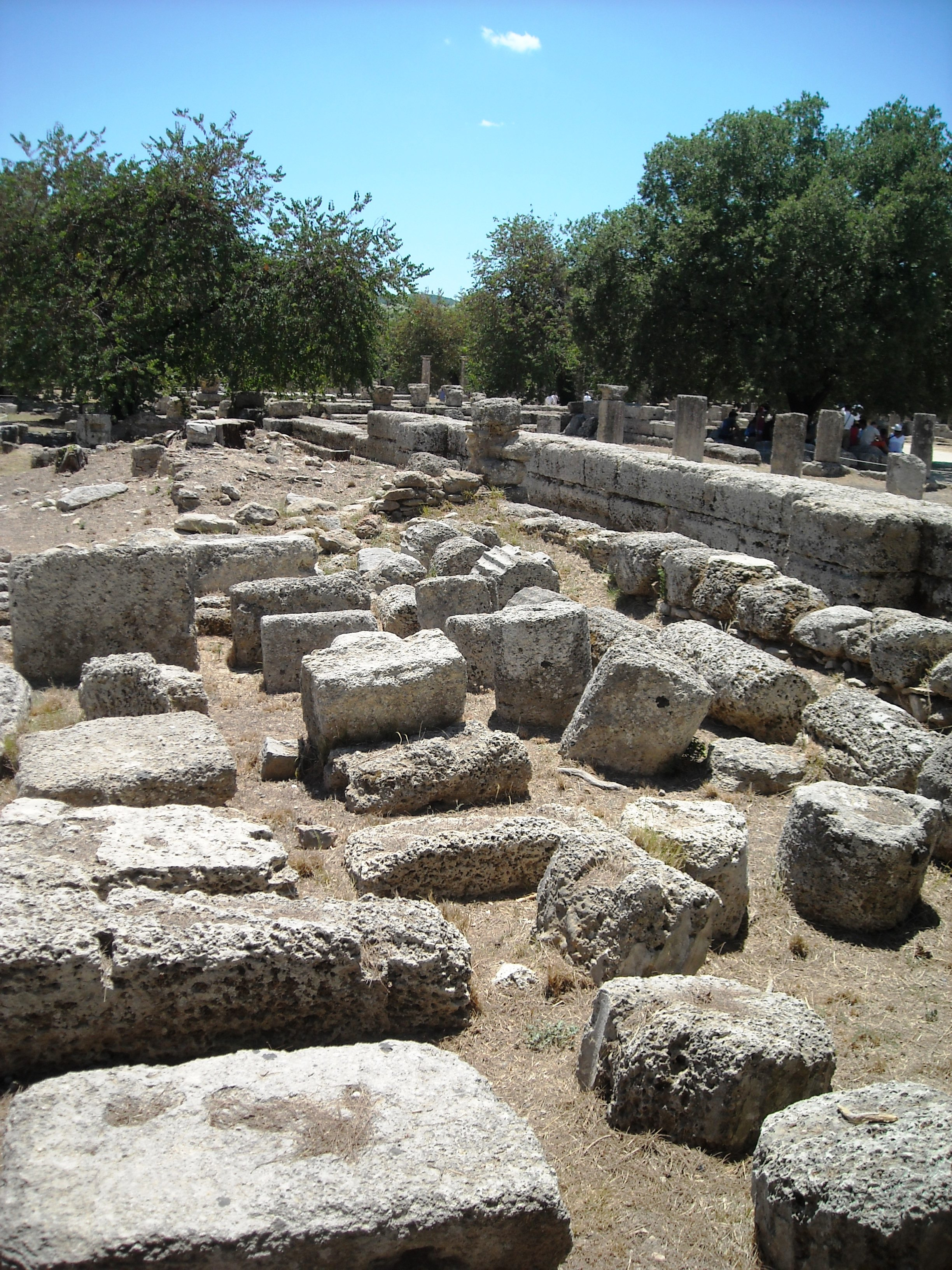
أطلال جيمناسيون في أوليمبيا

الجيمناسيون (باليونانية: γυμνάσιον؛ ج. جيمناسيا) في اليونان القديمة كان مكانا للتدريب للمتنافسين في ألعاب عامة. كان كذلك جامعا بمعنى فضاء للاجتماع والنشاط الفكري. أصل التسمية هو γυμνός ومعناه "عري." تاريخيا، كان الجيمناسيون يستخدم للرياضة والاستحمام الاجتماعي والنشاط التفكيري والفلسفي.
كان الرياضيون يتنافسون عاريين، وذلك فعل كان يقال إنه يسهم في تقدير الجسد الذكري، وكان تحية تكريمية للآلهة. الجيمناسيون البالاسترا (مدرسة المصارعة) كانت تحت رعاية وإشراف هرقل وهيرميز و—في أثينا—ثيسيوس.

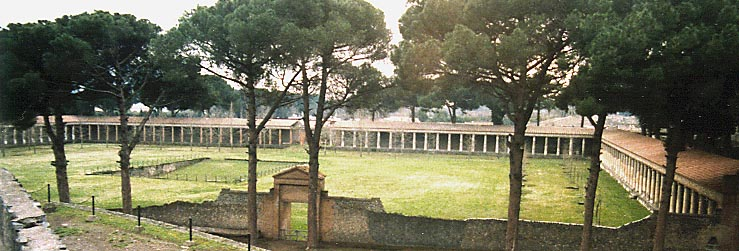
جيمناسيون بومبي من أعلى الجدران

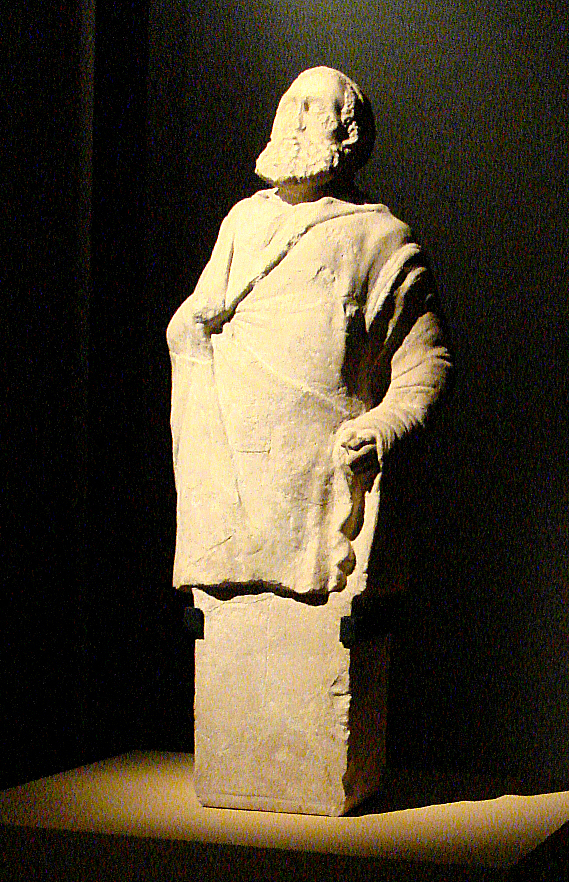
منحوت هيرما لرجل مسن يعتقد أنه يمثل صاحب جيمناسيون. كان في يده الأيمن عصا. من آي خانوم في أفغانستان، من القرن الثاني قبل الحقبة العامة